# Szupervályog

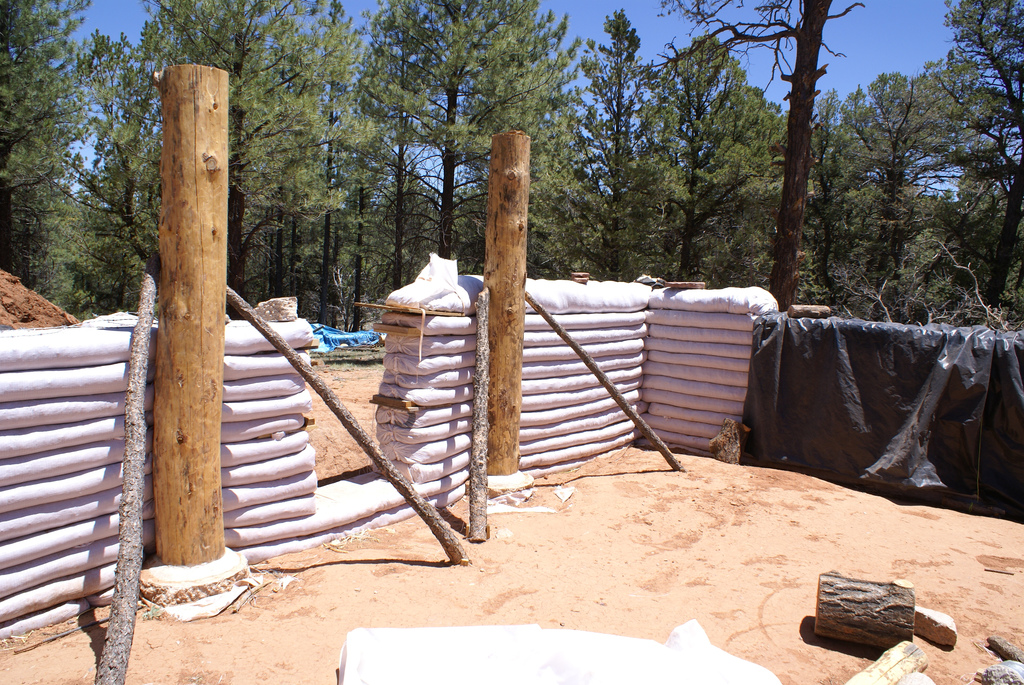
Építkezés szupervályogból

A Szupervályog egy földzsák-építési módszer, amelyet az iráni származású, később Amerikában élő építész és felhőkarcoló specialista Nader Khalili (1936-2008) fejlesztett ki. A technika egymásra rétegzett, földdel és vályoggal megtöltött körszövött zsákokat vagy hosszú tömlőket használ, így hoz létre egy tömör, szilárd szerkezetet.  A struktúrákat ideálisan kihasználó végeredmény egy méhkaptár alakú épület, ívekkel, kupolákkal és boltozatokkal, amelyek erős, ugyanakkor esztétikus, egyszeresen és kétszeresen ívelt kagylóhéj-szerkezetet formálnak.
A technológiával egyenes falakat, eddig megszokott épületeket is létre lehet hozni. Szinte mindegyik ismert technológiával kombinálható (vasbeton, tégla, fa, szalma).
A Szupervályogot az utóbbi két évtizedben a „Natural Building” (Természetes Építkezés) és a „Sustainability” (Fenntarthatóság) mozgalmak követői növekvő érdeklődéssel figyelik. Mivel nem drága, könnyű felépíteni és helyileg beszerezhető alapanyagokat használ, tartós használatú menekülttáborok építésére is javasolt. 
A Szupervályog másik ismert elnevezése a Szuperblokk (egybeírva, azaz nem szuper blokk!).

## Története
Bár nem tudjuk pontosan, mióta, de több évtizede használják a földzsák-szükséglakásokat, elsősorban háborús menekültek elszállásolására. A gyalogoskatonák már az I. világháború előtt is használtak homokzsákokat bunkerek, barikádok építéséhez, a védekezéshez. Az utóbbi évszázadban kiterjedt kutatások tanulmányozzák a földzsák-épületeket, és lassan világszerte felismerik, hogy ez a technika elfogadható megoldás lehet a globális, járványszerűen növekvő lakáshiány megfékezésére. 
Úgy tartják, a német építész, Otto Frei, kísérletezett földzsákokkal, újabban pedig Gernot Minke. A technika jelenlegi úttörője Nader Khalili, aki eredetileg 1984-ben, a NASA felkérésére fejlesztette ki a Szupervályog-módszert, a Marson, illetve a Holdon a jövőben kialakítandó emberi települések lehetséges lakásmegoldásaként. 
Azt javasolta, hogy a műanyag Szupervályog-zsákokat a Holdon lévő homokszerű porral töltsék meg, és használjanak tépőzárat (a szögesdrót helyett) a rétegek összeerősítésére. Néhány projektben a zsákokat a szalmabálás építkezésnél használták, mint egyszerű alapozó technika, és egy vízálló réteggel borították, hogy a szalma száraz maradjon.1995-ben Nader Khalili, az ENSZ Fejlesztési Program (UNDP) és az ENSZ Menekültügyi Hivatala (UNHCR) 15 menekült-szükséglakást épített fel Iránban a perzsa öbölháború menekültjeinek az elhelyezéséhez. Khalili szerint az ott felépített 15 kupolás házat akár ezres nagyságrendben is lehetett volna reprodukálni. A kormány néhány évvel később lebontatta a tábort. Azóta a Szupervályog-módszert használták Kanadában, Mexikóban, Brazíliában, Belize-ben, Costa Ricán, Chilében, Iránban, Indiában, Szibériában, Malin, Thaiföldön csakúgy, mint az USA-ban.

## A módszer

### Anyagok
A Szupervályog-építéshez sokféle anyagot lehet használni. Ideális esetben rendelkezésre áll agyagos föld vagy homok, cement vagy mész, szögesdrót és a zsákok vagy hosszú tömlők (beszerezhetők a Cal-Earth Központból, Magyarországon a Szupervályog Munkacsoporttól), amelyek anyaga polipropilén vagy zsákvászon. Fontos, hogy a polipropilén anyaga a nap UV sugárzásának a hatására lassan elbomlik. Ez a folyamat kb. 300 óra után indul el. Hosszabb ideig tartó építés esetén védeni kell a földzsák falat a napsugárzástól (pl. vakolással vagy festéssel), vagy UV-álló zsákokat kell használni. Gyakorlatilag bármilyen töltőanyag alkalmas tölteléknek, mint például stabilizálatlan homok, föld, sóder, morzsalékos vulkáni kőzet, rizsburok, stb. Amennyiben a töltőanyag gyengébb, több stabilizáló anyagra van szükség vagy a zsákoknak kell erősebbnek lenniük. Ha a zsák anyaga nem UV-álló, akkor mihamarabb be kell őket fedni a napsütés ellen. A töltőanyag lehet nedves illetve száraz, de a szerkezet úgy a legstabilabb, ha a töltelék anyaga nedvesített(földnedves)a döngölés előtt. 
A fent említetteken kívül szükség van még vízre, lapátokra, ásóra, keverőre, döngölőre, talicskára, erőcsípőre, körzőkre, vágószerszámra, zsalura, nagy átmérőjű csövekre (a csőablakokhoz), valamint kisebb vödrökre vagy festékesdobozokra a zsákok megtöltéséhez. Gyorsítja a folyamatot, ha elektromos vagy pneumatikus döngölőt használunk, kézi vagy elektromos daruval (húzó)lánccal emelünk, amely 7 méterre vagy még magasabbra felér, és így nem kell kézi erővel a festékesdobozt és egyéb kis vödröket használva megtölteni a zsákokat.

### A folyamat
A kisebb kupolaszerkezetek alapja egy kb. 30 cm mély kör alakú árok kb. 2-4 méteres átmérővel. 2-3 rétegben az alapba, a földalatti szintben rakjuk le a megtöltött polipropilén zsákokat. Házaknál az alapozásnak az előírásoknak megfelelően a fagypont alá kell érnie.*** Egy láncot rögzítünk a földre a kör középpontjába, amely, mint egy körző, kijelöli az alap formáját. Egy másik láncot kívülről a kupola falára erősítünk, ez az ún. fix vagy magassági körző, amely egyfajta belső mérőeszköz lesz minden egyes zsák-sornál, ahogy haladunk felfelé.
A magassági körző pontosan olyan hosszú, mint a kupola átmérője. A középponti lánc/körző biztosítja minden egyes új, egymásra helyezett és ledöngölt Szupervályog-réteg pontosságát. (A körzők ne rugalmas anyagból készüljenek a pontos mérés érdekében.)
Minden megtöltött, ledöngölt zsák-rétegre a szerkezet rugalmas kötését biztosító szögesdrót-hurok kerül, amely segít az egymást követő rétegeket stabilan a helyén tartani, valamint alapvető szerepet játszik a kupola húzószilárdságában – ez a „habarcs”. 
Az ablaknyílásokat többféle módon alakíthatjuk ki: a kívánt nyílást formáló zsaluszerkezetet készítünk (például fából vagy fémből), és a zsákokkal körbefalazzuk, és a fal megszilárdulása után a zsaluzatot eltávolítjuk. Kerek ablaknyílás esetében egy kör alakú cső köré a megtöltött tömlőt saját magára visszahajlítjuk, vagy a tömlőt a cső felett átvezetjük (így formázva egy ívelt fejgerendát). A fal megszilárdulása után, utólag is kifűrészelhetjük az ablaknyílást. Egy kerek tetőablak akár még a kupola tetején is lehet.
Kupolaformájú épület esetében nem ajánlott túllépni a kb. 6 méteres átmérőt a tervezésnél, viszont számos nagyobb méretű épületet alakítottak már ki úgy, hogy több „méhkaptár”-formát építettek egymáshoz, amelyek összekapcsolódó többkupolás házakat eredményeztek. Mindez szükségszerűen az egyes lakófunkciókat is meghatározza: néhány szoba hálóként, mások nappaliként működnek. Jelenleg épül Belize Szt. Ignác területén egy 10 m átmérőjű kupola, amely, ha elkészül, egy öko-üdülőkomplexum központi épülete lesz. 
A szupervályog-technológiával nemcsak kupolák, de boltíves szerkezetek, illetve négyzetes alaprajzú, egyenes faló épületek is építhetők. Boltíves szerkezetnél a magasabb stabilizáló anyag tartalmú boltív falazatát egy speciális zsaluszerkezetre építik fel, majd a zsalut eltávolítják. Egyenes falak esetben pedig gondoskodni kell a megfelelő oldaltámasztásról és a  tetőszerkezetről.

### Befejező lépések
Amikor a kupolaszerkezet elkészült, sokféle módon, de leggyakrabban tapasztással burkolják. Khalili kifejlesztett egy technológiát, amelyben a 85% föld-15% cementvakolatot befedik egy „Reptile” (hüllő) nevű, alma vagy grapefruit nagyságú föld-cementlabdákból álló burkolattal, amelyet könnyű felrakni és később sem reped meg. Más, különféle lehetőségek is vannak. Egyes Szupervályog-épületeket élő fűvel, egyfajta ’Zöldtető’-vel burkolnak, de beborítva a teljes szerkezetet.
A külső burkolatot és az épület részletmegoldásait az adott régió specifikus éghajlati igényei szerint kell alakítani.

## (Menekült)-szükséglakások
Ahogy Khalili honlapján olvashatjuk, szükség-, illetve vészhelyzetben az átmeneti otthonokat csak a földet felhasználva, cement és mész nélkül építhetjük, és a gyorsaság kedvéért az ablakokat később vágjuk ki, köszönhetően a kupola/méhkaptár nyomószilárdságának. Közönséges homokzsákokat is használhatunk, ha nem áll rendelkezésre a speciális Szupervályog-tömlő: az eredeti tervekben is ezek szerepeltek. A Szupervályog-módszer óriási lehetőség a hosszabb távú szükséglakások felépítéséhez is a szerkezet egyszerűsége miatt. Nincs szükség szakképzett munkásokra, nagy fizikai erőre vagy hivatalos képzésre, így nők és gyermekek is érdemben részt tudnak venni az építési munkálatokban. Egyszerűen felhasználhatjuk a helyi anyagokat. A Szupervályog-módszer nem egy precíz művészet, ha az ideális alapanyagok nem állnak rendelkezésre, helyettesíthetjük őket más hasonló anyagokkal.
Egy az Amerikai Építészek Intézetének adott interjúban N. Khalili, a Szupervályog-módszer kifejlesztője és névleges vezetője a következőket mondta a Szupervályog átmeneti, szükséglakás-aspektusairól: „Egy kb 37 nm-es házat, hálóval, fürdőszobával, konyhával és bejárattal – én ’Eco-Dome’-nak (Öko-Dóm) hívom – fel lehet építeni mindössze 4 hét alatt egy szakképzett és 4 szakképzetlen munkással. Az átmeneti otthonokat még ennél is sokkal gyorsabban. Az öbölháború után az ENSZ ideküldött egy építészt. Kiképeztük, visszament a Perzsa-öbölbe és a menekültekkel együtt, ahogy azok érkeztek a táborba, építették fel ezeket a szükséglakásokat. A menekültek ötfős csapatokban 5 nap alatt építettek meg egy egyszerű szerkezetet. Átmeneti otthont, de ha vízálló réteggel és gipszvakolattal burkoljuk, 30 évig vagy még annál is hosszabb ideig fennmarad.

## Fenntarthatóság
A Szupervályogot és a többi földzsák-szerkezetet több ok miatt is fenntarthatónak vélik. Legelőször is, a technológia rendkívüli módon olcsó és könnyen felépíthető. A föld az adott telekről rögtön beszerezhető, a zsákokhoz és a szögesdróthoz szintén alacsony áron lehet hozzájutni. A technológia elhagyhatóvá teszi vagy minimalizálja a fa- és a vasbeton-szerkezetek alkalmazását. A technika kevés készséget igényel, bárki meg tudja tanulni, így hozzáférhető alacsony jövedelmű közösségek számára is. Mindezen túl, az épületet nagyon gyorsan fel lehet állítani, a zsákokkal gyorsabban lehet építeni, mint a többi földet használó (vert fal, vályog) technikával. További előnye a rugalmasság, amely a tervezésben és a kivitelezésben is teret ad változtatásoknak. Mindez lehetővé teszi a testreszabott, egyéni speciális igényeket figyelembe vevő tervezést, és a kivitelezés során is viszonylag akadályok nélkül lehet változtatni, összehasonlítva a mai, modern kivitelező-módszerek engedélyeztetés utáni lehetőségeivel.
Egyre növekvő mértékben ismerik fel, hogy a Szupervályog egy környezettudatos építési (Green Building) technika. A fenntartható építkezés nem csak azt jelenti, hogy odafigyelnek a majd ott lakók egészségére vagy bizonyos technikák, alapanyagok környezeti hatásaira. Ezeken túl figyelembe kell venni a technikák és alapanyagok etikai, társadalmi és gazdasági hatásait is. A fenntarthatóság a társadalmi tudatosság egy szintjét is jelenti, ez a legfontosabb egy egészségesen építkező kultúrában. 
A Szupervályog első számú alkotóeleme a föld, ami nem mérgező és könnyen beszerezhető. Ha nem az adott telekről közvetlenül, általában akkor sem okoz nehézséget egy közeli beszerzési forrást találni. Ilyen mértékű közelség csökkenti az alapanyagok bevitt energiaértékét, ez szintén a fenntarthatóság egyik lényeges eleme. Ami az energia megőrzését illeti, a falak nagyon vastagok, jelentős a hőtömegük, ez csökkenti a fűtő-hűtőköltségeket, továbbá hangszigetelést, szerkezeti egységet, tűz-és kártevővédelmet jelent. Hasonlóan a hagyományos vályogszerkezetekhez, a falak nappal lassan melegszenek fel, így bent kellemes hőmérsékletet tart fenn . Később, az éjszaka során, a hőt fokozatosan kibocsátják, ami szintén a kellemes benti hőmérsékletet szolgálja. 
A „zöld” avagy „’fenntartható” tervezésben a szerkezet kapcsolata a természetes környezetével szintén alapvető hangsúlyt kap. A már korábban említett interjúban Nader Khalili így indokolta a Szupervályog-technika kifejlesztését: „Olyan építési módot kerestem, amely teljes harmóniában áll a természettel és a világon bárki számára hozzáférhető.”

## Tulajdonságok
Az is bebizonyosodott, hogy a Szupervályog egy versenyképesen erős technika a modern nyugati építészeti szabványok szerint. Az ICBO (International Conference of Building officials) felügyelete alatt a Cal-Earth központban erő- és rugalmasságteszteket végeztek, amelyek azt mutatták, hogy a statikus terhelhetőség-tesztekben, földrengést, szelet, havat szimulálva, a Szupervályog-technológia 200%-ra teljesítette az 1991-es Egységes Építési Szabályzati Előírásokat (Uniform Building Code Requirements). Ennek köszönhetően Kalifornia kiadta az első építési engedélyt a Hesperia Múzeum és Természeti Központ megépítéséhez. Azóta már építettek földzsák-lakásokat az USA-ban, Mexikóban, Kanadába, a Bahamákon és Mongóliában. Hasonlóképpen a többi „Fenntartható építés” technológiához a Szupervályog is, párhuzamosan a környezettudatosság növekedésével kap egyre nagyobb közfigyelmet.

## Kritika

### Az építési szabályzat betartása

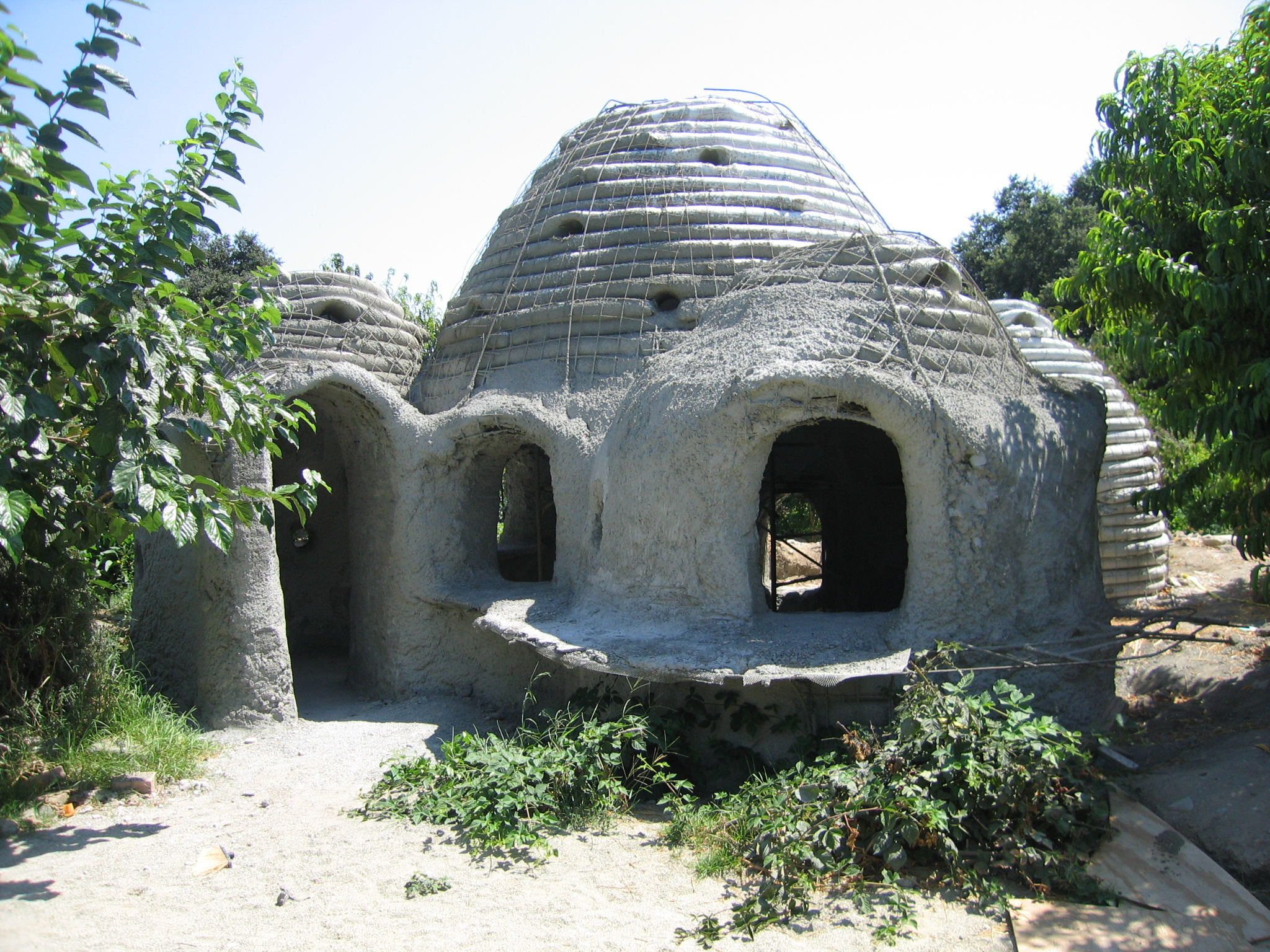
Épül a szerkezet a Pomona-i főiskola biogazdaságán.

Több építési osztály szorgalmaz alapvető változtatásokat a tervekben, hogy azok megfeleljenek a földrengéssel kapcsolatos építési előírásoknak. A legtöbb építési szabályzat előír tényleges függőleges kapcsolódást a szerkezeti elemek között, de mivel a Szupervályog-zsákok rétegeit szögesdróttal erősítik össze, ami a sorok közt fut, nincs tényleges kapcsolódás az egyes rétegek közt, nincs, ami fékezze a dinamikus függőleges irányú nyomást, illetve megelőzze a rétegek szétválását. A Los Angeles megyében, a Pomona-i főiskola biogazdaságán épült Eco-Dome-ot (Öko-Dóm) például dróthálóval és lőttbetonnal kitöltött hegesztett dróttal kellett mind a külső, mind a belső felületeken megerősíteni.

### A módszer szakmai elfogadottsága
Egyes építészek kritikája szerint a Cal-Earth-i módszer „regresszív technika”. A New York Times egy cikkében Peter Berman, Montana-i építész kifogásokat emelt a méretgazdaságossággal kapcsolatban. Berman szerint a technológia elsődleges kellene, hogy legyen az építészetben, az épületeknek pedig „könnyebbeknek, erősebbeknek és átlátszóbbaknak” kellene lenniük. Berman azt is állítja, hogy nem tartja Khalilit szakembernek, legfőképpen amiatt, hogy részben elutasítja az iparosított eljárásokat és termékeket, (konkrétan említi a „standard ajtók-ablakok beillesztése” témakört).

### Magas munkaerő költségek
Mint kísérleti/fejlesztés alatt álló technikát, a Szupervályog-módszert bírálják, mert túl drága, hiszen az építkezés arányait tekintve leginkább munkaigényes. Ezért a Szupervályog jól alkalmazható közösségi, önkéntes építkezéseken, illetve ott, ahol a munkaerő olcsó. Mr. Khalili becslése szerint egy 4 hálószobás, 190 m²-es házat kb. 75000 dollárba kerülne felépíteni, amiben benne van a munkadíj, az anyagköltség és a közművek.

### Elégtelen hőszigetelés
A Cal-Earth-i Öko-Dómnak 0.103 az U-faktora (ez mutatja a hőveszteség arányát) (az R-érték 9,7) 460 mm vastag falakra számítva és 0,253 (R-érték: 3,9) 150 mm vastag tetőre számítva. Itt jegyezzük meg, hogy azok az anyagok, amelyeknek alacsony az R-értéke, magas a hőtömege és specifikusak a fűtő-állandóik, tipikusan sokkal jobban funkcionálnak, mint amit a szigetelési tulajdonságaik mutatnak olyan éghajlati viszonyok közt, ahol évszakoktól függően jelentősen változik a napi hőmérséklet, illetve éjszakára erősen lecsökken a hőmérséklet. Azonban hidegebb vagy kontinentális éghajlatonpasszív napenergia hasznosítás tervezésére, belső fűtésre vagy kiegészítő szigetelésre lehet szükség.

### Nagy energiaigényű avagy petróleum-alapú anyagok használata
A Szupervályog-építés során a cementet földdel keverik 5- 10%-os vagy még nagyobb (csak az alapozáshoz és a külső vízálló anyaghoz) arányban. Egy Cal-Earth-i tervezésű, dupla Öko-Dómhoz szükség van 32000 kg Portland-i cementre (ez az adat nem biztos – meg kell még erősíteni), míg a szerkezet belül kevesebb, mint 76 m² (800 négyzetláb). Mivel a föld mindig tartalmaz valamennyi agyagot és más szerves anyagokat, ezek károsan befolyásolhatják a cement megkötési képességeit és így rossz hatásfokot eredményezhetnek. Ha a talaj agyagtartalma magas, a Cal-Earth azt ajánlja, hogy növeljük a cement vagy mész százalékarányát. Mint alternatív megoldás, szóba jöhet petróleum-alapú anyagok használata - például aszfaltemulzió - a külső felületeken a szélsőséges időjárás elleni védelemként. (Mivel nincsenek tervezésbeli korlátozások a vízálló anyagokat illetően, gyakorlatilag bármilyen anyag használható, például műgyanta, műanyagok, gumi stb...)

## Bibliográfia
- Khalili, Nader. "Nader Khalili." Cal-Earth. 19 Jan. 2007  Archiválva 2009. május 6-i dátummal a Wayback Machine-ben.
- Katauskas, Ted. "Dirt-Cheap Houses from Elemental Materials." Architecture Week. Aug. 1998. 19 Jan. 2007 .
- Husain, Yasha. "Space-Friendly Architecture: Meet Nader Khalili." Space.com. 17 Nov. 2000. 19 Jan. 2007 .
- Sinclair, Cameron, and Kate Stohr. "Super Adobe." Design Like You Give a Damn. Ed. Diana Murphy, Adrian Crabbs, and Cory Reynolds. Ney York: Distributed Art Publishers, Inc., 2006. 104-13.
- Kellogg, Stuart, and James Quigg. "Good Earth." Daily Press. 18 Dec. 2005.
- Freedom Communications, Inc. 22 Jan. 2007 .
- Alternative Construction: Contemporary Natural Building Methods. Ed. Lynne Elizabeth and Cassandra Adams. New York: John Wiley & Sons, Inc., 2000.
- Hunter, Kaki, and Donald Kiffmeyer. Earthbag Building. Gabriola Island, BC: New Society Publishers, 2004.
- Kennedy, Joseph F. "Building With Earthbags." Natural Building Colloquium. NetWorks Productions. 14 Feb. 2007 .
- Aga Khan Development Network. "The Aga Khan Award for Architecture 2004." Sandbag Shelter Prototypes, various locations. 14 Feb. 2007 .
- The Green Building Program. "Earth Construction." Sustainable Building Sourcebook. 2006. 14 Feb. 2007 .
- NBRC. "NBRC Misc. Photos." NBRC: Other Super Adobe Buildings. 10 Dec. 1997. 14 Feb. 2007 .
- CCD. "CS05__Cal-Earth SuperAdobe." Combating Crisis with Design. 20 Sept. 2006. 14 Feb. 2007 .
- American Institute of Architects. A Conversation with Nader Khalili. 2004. 14 Feb. 2007  Archiválva 2012. április 14-i dátummal a Wayback Machine-ben.
- New York Times. When Shelter is made from the Earth's Own Dust. 15 Apr 1999  Archiválva 2007. július 12-i dátummal a Wayback Machine-ben

## Külső források
- Khalili honlapján megtalálható a magyarázat, miért hívja a módszert „Szupervályog”-nak és nem „Szuper vályog”-nak Archiválva 2012. szeptember 20-i dátummal a Wayback Machine-ben
- earthbagbuilding.com - Fényképek szupervályog-projektekről
- www.szupervalyog.hu[halott link] - Magyarországi információk: Szupervályog Magyarország Munkacsoport